# يوشيهيرو إيكي
يوشيهيرو إيكي (池頼広 إيكي يوشيهيرو) هو ملحن ياباني ولد في 25 أغسطس 1963 في محافظة كاناغاوا.

## أعماله في السينما اليابانية
- نينجا كيدز!!
- سكانر: قارئ شظايا الذكريات

## أعماله في الدراما اليابانية
- نوبوتو وو بروديوس
- غولد (بالتعاون مع أكيرا سنجو)

## أعماله في الأنمي

### مسلسلات أنمي تلفزيونية
- سونيك X
- ساندز أوف ديستراكشن
- إيرغو بروكسي
- فتاة التخاطر ران
- FLAG
- رايدين
- كوبرا ذي أنيميشن
- تايغر آند باني
- سلة كوروكو (الموسمين الثاني والثالث)
- سوبر سيشون براذرز
- غضب باهاموت GENESIS
- غضب باهاموت VIRGIN SOUL
- دايز
- المدافع الأقوى جاندام فورس
- الممر العظيم
- روبوماسترز
- إينوياشيكي
- دورورو (2019)
- إلى الوحوش المقدسة المهجورة
- شادوفرس
- تاكت أوب ديستني
- فامباير إن ذا غاردن

### أنمي الإنترنت
- النبلاء: الصحوة
- بي البداية
- بي البداية: الخلافة
- سينت سيا: نايتس أوف ذا زودياك
- تايغر آند باني 2

### أوفا أنمي
- كاراس
- كوبرا ذي أنيميشن: ذا سايكوغان
- كوبرا ذي أنيميشن: تايم درايف
- شين ميغامي تينسي: رؤيا طوكيو

### أفلام أنمي
- بلود ذا لاست فامباير
- أهلا بكم في عرض الفضاء
- ديد ليفز
- سينت سيا: ليجند أوف سانكتشواري
- أسورا (بالتعاون مع نوريهيتو سوميتومو وسوسومو أويدا)
- إمبراطورية الجثث
- هارموني
- العضو القاتل
- يوغي: الجانب المظلم للأبعاد
- سايبورغ 009: كول أوف جاستيس
- سلة كوروكو الفيلم: لست غيم
- غانتز:O
- تايغر آند باني The Beginning
- تايغر آند باني The Rising

## أعماله في ألعاب الفيديو
- رومانس أوف ذا ثري كينغدومز X
- رومانس أوف ذا ثري كينغدومز XI
- ديزاستر: داي أوف كرايسس
- ترينيتي: سولز أوف زيل أول

## وصلات خارجية
- يوشيهيرو إيكي على موقع IMDb (الإنجليزية)
- يوشيهيرو إيكي على موقع ميوزك برينز (الإنجليزية)
- يوشيهيرو إيكي على موقع أول ميوزيك (الإنجليزية)
- يوشيهيرو إيكي على موقع ديسكوغز (الإنجليزية)
- يوشيهيرو إيكي على موقع قاعدة بيانات الفيلم (الإنجليزية)